# 우리의 롬멜

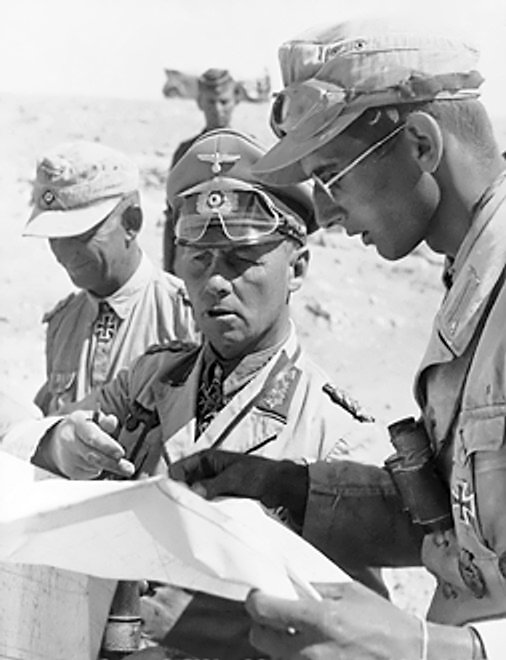
부관과 지도를 보며 무언가를 이야기하고 있는 롬멜 장군의 모습. 해당 사진은 북아프리카 전선에서 찍은 사진이다.

우리의 롬멜《(독일어: Unser Rommel 운저 롬멜[*]》은 독일의 군가이다. 여기서 '롬멜'은 제2차 세계 대전 중, 북아프리카 전역에서 활약한 가장 유명한 독일군의 원수인 에르빈 롬멜이다.

## 배경

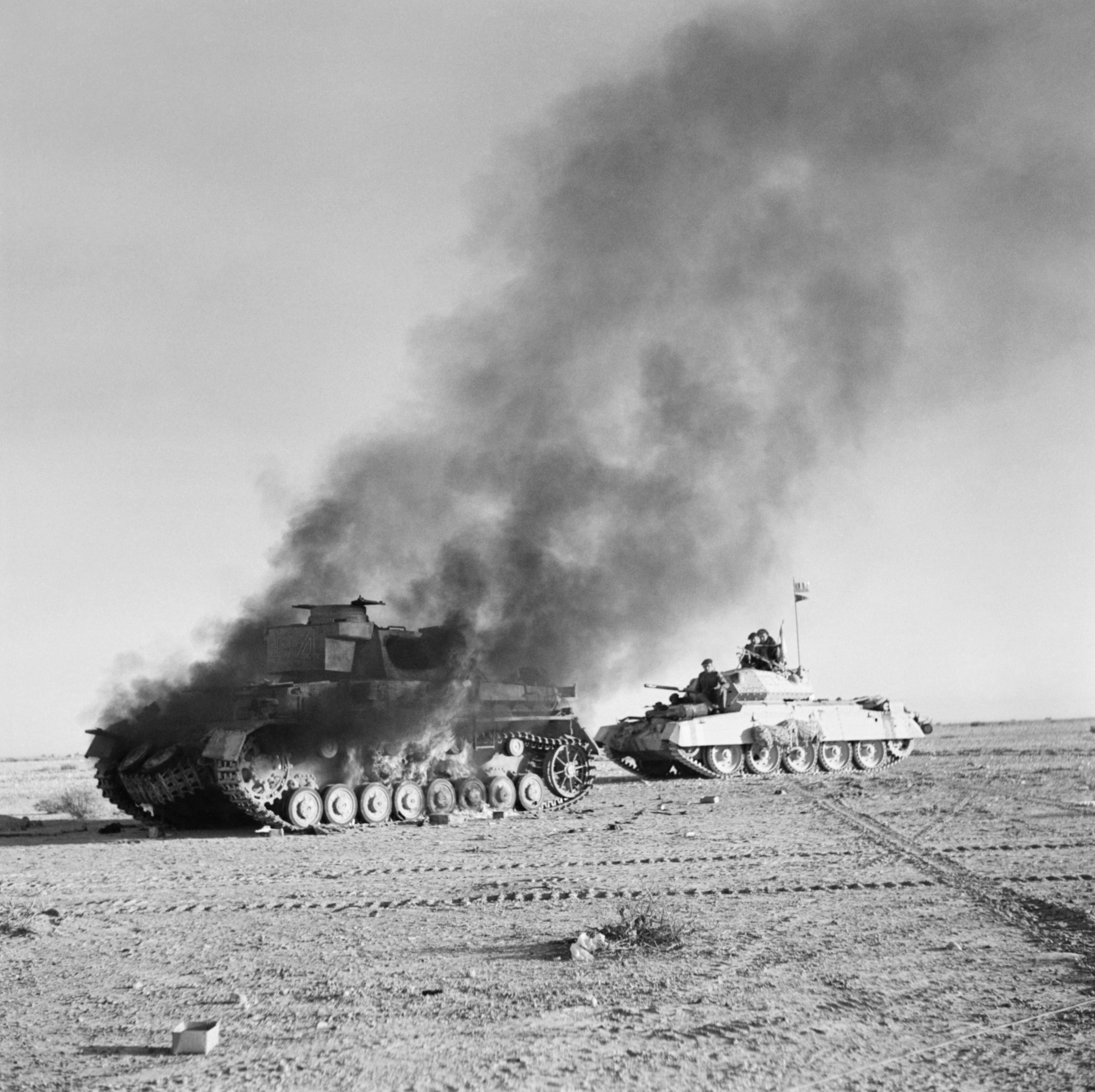
1941년 11월 27일 북아프리카 전선의 모습.

노베르트 슐체(Norbert Schulze)가 1941년에 작사/작곡한 군가이다. 당시 북아프리카 전선에 파견되어 있었던 독일 아프리카 군단의 사령관인 에르빈 롬멜 장군을 주제로 삼은 곡이다.

## 독일어 가사
Wir sind das deutsche Afrikakorps
des Führers verwegene Truppe.
Wir stürmen wie die Teufel hervor,
versalzen dem Tommy die Suppe.
Wir fürchten nicht Hitze und Wüstensand,
wir trotzen dem Durst und dem Sonnenbrand.
Marschieren beim Takt unserer Trommel.
Vorwärts, vorwärts,
Vorwärts mit unserem Rommel!
Vorwärts mit unserem Rommel!
Die Briten fürchten uns wie die Pest,
sie sitzen auf glühenden Kohlen.
Wir rächen Deutsch-Ost und rächen Südwest,
das einst sie uns feige gestohlen.
Sind Churchhill und Roosevelt auch Wut entbrannt,
wir werfen die Feinde in jedem Land.
Es schlägt Generalmarsch die Trommel.
Vorwärts, vorwärts,
Vorwärts mit unserem Rommel!
Vorwärts mit unserem Rommel!
Mit uns im Kampf und im Siege vereint,
marschieren Italiens Scharen.
Bis einst die Sonne des Friedens uns scheint
und wieder gen Deutschland wir fahren.
Doch wenn mich die feindliche Kugel fand,
so lasset mich ruhen im Wüstensand.
Und rühret noch einmal die Trommel.
Vorwärts, vorwärts,
Vorwärts mit unserem Rommel!
Vorwärts mit unserem Rommel!

## 한국어 번역
1절
우리는 총통의 대담한 부대의
독일 아프리카 군단이다.
우리는 악마 같은 혈기로 돌격하여
영국 놈들의 다 된 밥에 재를 뿌린다.

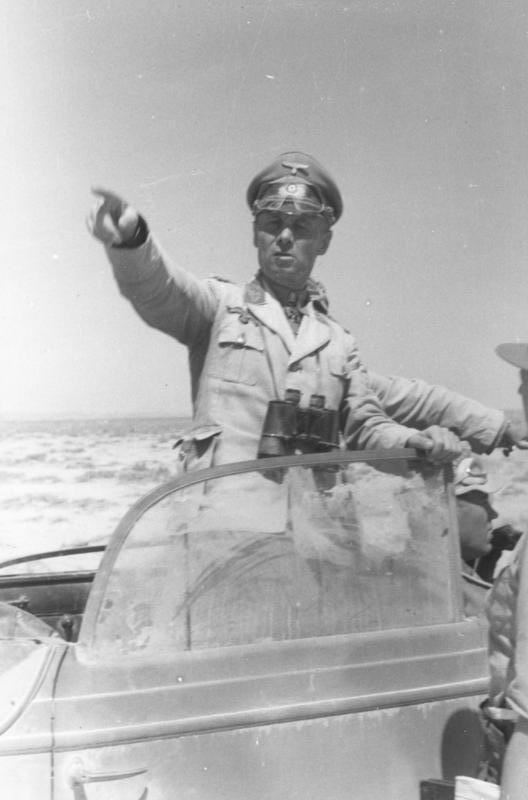
1942년, 토부르크에서의 에르빈 롬멜의 모습.

우리는 폭염과 사막의 모래먼지를 두려워하지 않고
갈증과 작렬하는 태양에 맞선다.
우리 북소리에 맞춰 진군하라.
전진, 전진,
우리의 롬멜과 함께 전진하자!
우리의 롬멜과 함께 전진하자!
2절
영국 놈들은 우리들을 흑사병처럼 두려워하여
가시방석에 앉아있네.
우리는 놈들이 일찍이 우리에게서 비겁하게 빼앗은
독일 동부와 남서부에 보복을 한다.
처칠과 루스벨트도 격분한다.
우린 적들을 자기네들 땅으로 던져버리네.
총진군의 북이 울린다.
전진, 전진,
우리의 롬멜과 함께 전진하자!
우리의 롬멜과 함께 전진하자!
3절
우리와 함께 전투와 승리 속에서 연합하는
이탈리아의 군대는 행진하네.
훗날 평화의 태양이 우리를 비추어
독일로 다시 귀환할 때까지.
내가 적탄에 맞으면
사막의 모래 속에서 쉬게 해 다오.
그리고 한 번 더 북을 쳐라.
전진, 전진,
우리의 롬멜과 함께 전진하자!
우리의 롬멜과 함께 전진하자!

## 같이 보기
- 에르빈 롬멜
- 독일 아프리카 군단
- 북아프리카 전역
- 제2차 세계 대전
- 군가